# Lidia Mierzejewska
Lidia Anna Mierzejewska – polska geograf, dr hab., profesor uczelni Wydziału Geografii Społeczno-Ekonomicznej i Gospodarki Przestrzennej Uniwersytetu im. Adama Mickiewicza w Poznaniu.

## Życiorys
W 1994 ukończyła studia geograficzne na Uniwersytecie im. Adama Mickiewicza, w 1999 r. obroniła pracę doktorską pt. Tereny zielone w strukturze przestrzennej Poznania, której promotorem był prof. Jerzy Parysek, następnie uzyskała stopień doktora habilitowanego.
Została zatrudniona na stanowisku profesora nadzwyczajnego w Katedrze Gospodarki Przestrzennej na Wydziale Nauk o Ziemi Uniwersytetu Szczecińskiego, oraz w Instytucie Geografii Społeczno-Ekonomicznej i Gospodarki Przestrzennej na Wydziale Nauk Geograficznych i Geologicznych Uniwersytetu im. Adama Mickiewicza w Poznaniu.
Jest profesorem uczelni na Wydziale Geografii Społeczno-Ekonomicznej i Gospodarki Przestrzennej Uniwersytetu im. Adama Mickiewicza w Poznaniu, a także członkiem Rady Dyscypliny Naukowej –  Geografii Społeczno-Ekonomicznej i Gospodarki Przestrzennej Uniwersytetu im. Adama Mickiewicza w Poznaniu.